# Анастейша
Анастейша (англ. Anastacia Lyn Newkirk; нар. 17 вересня 1968, Чикаго, США) — американська попспівачка та авторка пісень.

## Життєпис

### Дитячі та юнацькі роки
Народилась 17 вересня 1968 року в Чикаго.
Її мати, Діана Харлі, актриса. Батько, Роберт Ньюкірк, виступав під псевдонімом Боб Ньюкірк і навіть випустив дві платівки. Однак він не здобув великої популярності, так само, як і мати Анастейші. Анастейша — середня дитина в сім'ї. В неї є старша сестра Шон та молодший брат Брайан, хворий на аутизм. Батько покинув сім'ю, діти залишилися з матір'ю, яка згодом одружилася вдруге. У віці 13 років Анастейші поставили діагноз — хвороба Крона. Дівчинці зробили операцію, вирізавши пухлину та частину тонкої кишки. Після цього Анастейша певний час провела в інвалідному візку і заново вчилась ходити. У майбутньої зірки залишився великий шрам на животі, який страшенно їй не подобався і змусив молоду дівчину постраждати. Згодом родина переїхала у Нью-Йорк, де Анастейша почала активно займатися танцями. Коли їй було 19 років стався рецидив хвороби Крона. Вперше здобула популярність в шоу «Comic View» на каналі «Black Entertainment Television (BET)», з піснею Олети Адамс «Get Here» в 1992 році. На початку 1990-х регулярно знялася в декількох відеокліпах жіночої хіп-хоп-групи Salt-n-Pepaв 1988, а в 1999 стала фіналісткою конкурсу талантів в шоу MTV «The Cut». Того ж року уклала контракт з лейблом Daylight Records, з яким випустила альбоми.

### 2010—2013: відкриття стадіону у Львові, новий альбом та хвороба
29 жовтня 2011 року вона відкрила стадіон у Львові до Євро-2012 та заспівала чимало пісень. У березні 2012 Анастейша почала співпрацювати з чеським автовиробником Škoda, для якого вийшов новий сингл, кліп та кілька рекламних роликів. У день народження співачки, 17 вересня 2012 року, Анастейша сповістила, що випустить 2 альбоми. Перший з них, «It's a Man's World», побачив світ 9 листопада 2012 року. Він складається з каверів на хіти відомих чоловіків рок-виконавців. Анастейша випустила 2 сингли — «Best of You» (на цю композицію зняли кліп в Мадриді) і «Dream On». Навесні 2013 мав початись тур в підтримку цього альбому. Однак через рецидив раку молочної залози тур довелося скасувати. Зараз Анасттейша лікується і продовжує роботу над новим альбомом, який буде складатися з її власних нових пісень. За повідомленними самої співачки, робота над цим альбомом буде довшою, ніж очікували, оскільки боротьба з раком дуже складна.

### Підприємницька діяльність
Відома також як власниця бренду Anastacia By s. Oliver, що випускає одяг. Перша колекція вийшла наприкінці 2006 року. Також бренд, спільно зі «Swarovski» випустив обмежену лінію одягу «Limited Luxury», що надійшла у продаж у листопаді 2007. Остання колекція від співачки побачила світ у 2008 році. Після цього контракт Анастейші з фірмою S.Oliver закінчився і на довший термін його не продовжили.
Парфуми від Анастейші носять назву «Resurrection», що перекладається як «воскресіння». Ця назва символічна і пов'язана з хворобою та одужанням співачки. Парфуми надійшли у продаж у січні 2007 року.

### Особисте життя
З 1994 по 2001 рік Анастейша зустрічалася з актором Шоном Вудсом і навіть була з ним заручена. Саме йому присвячена композиція «Why'd You Lie to Me» У 2004 році у співачки почались стосунки з німецьким телеведучим Патріком Боуідібелою. Але вже у 2005 вони розійшлися, хоч і досі залишаються друзями.
У 2005 році Анастейша закохалась у свого охоронця Вейна Ньютона. Пара побралася 21 квітня 2007 року. У 2010 Анастейша подала на розлучення.

## Дискографія
Студійні альбоми
- Not That Kind (2000)
- Freak of Nature (2001)
- Anastacia (2004)
- Heavy Rotation (2008)
- It's a Man's World (2012)
- Resurrection (2014)
- Evolution (2017)

Збірники
- 2005: Pieces of a Dream
- 2015: Ultimate Collection

Концертні альбоми
- 2016: A 4 App

DVD
- 2002: One Day in Your Life (DVD-сингл)
- 2002: The Video Collection
- 2006: Anastacia: Live at Last

## Фільмографія
- 2012: All You Can Dream
- 2002: VH1 Divas Las Vegas